# Baltazaria servilis
Baltazaria servilis är en stekelart som först beskrevs av Cresson 1874.  Baltazaria servilis ingår i släktet Baltazaria och familjen brokparasitsteklar. Inga underarter finns listade.